# Arp 296
Arp 296 ist ein interagierendes Galaxienpaar im Sternbild Großer Bär, die schätzungsweise 800 Mio. Lichtjahre von der Milchstraße entfernt ist. Halton Arp gliederte seinen Katalog ungewöhnlicher Galaxien nach rein morphologischen Kriterien in Gruppen. Dieses Galaxienpaar gehört zu der Klasse Galaxien mit langen Filamenten.